# Echinocereus rigidissimus
Echinocereus rigidissimus – gatunek z rodziny kaktusowatych. Rośnie samotnie, rzadko rozgałęzia się. Dorasta do 30 cm wysokości i 11 cm grubości. Promieniste ciernie grzebieniastego kształtu zakrzywiają się lekko w kierunku łodygi. Nowe ciernie są początkowo barwy czerwonawej do magenty, dojrzewając blakną do żółci lub bladego różu. Kwiaty pojawiają się na wiosnę, liczne pąki powstają na szczycie rośliny z młodszych areoli. Kwiaty barwy jasnoróżowej, białe w części środkowej. Jeśli nastąpi zapylenie, tworzy się okrągły, zielonkawy do ciemnopurpurowego owoc o nasionach koloru ciemnego brązu do czerni w białym miąższu, pojawiający się średnio 3 miesiące po kwitnieniu. Z uwagi na rzadkie tworzenie organów służących rozmnażaniu wegetatywnemu rozmnaża się go przez nasiona.

## Rozmieszczenie geograficzne
Echinocereus rigidissimus występuje obficie na terenie meksykańskich stanów Chihuahua i Sonora, jak też w USA – w Arizonie i Nowym Meksyku. Rośnie na wysokości od 1200 do 2000 m nad poziomem morza.

## Uprawa
Echinocereus rigidissimus wymaga porowatej gleby, jest wrażliwy na nadmierne podlewanie. Preferuje glebę bogatą w kamyki o małej ilości materii organicznej, dzięki czemu powinna wysychać najszybciej, jak to możliwe. Wymaga pełnego słońca do częściowego cienia podczas sezonu wegetacyjnego, od wiosny do wczesnej jesieni, a także odpowiedniej cyrkulacji powietrza, by zmniejszyć ryzyko gnicia. W zimie nie podlewa się go, utrzymując glebę suchą, co wzmaga kwitnienie w nadchodzącej wiośnie. Echinocereus rigidissimus wytrzymuje temperatury do −12 °C.